# Sergej Sergejevič Alexandrovskij
Sergej Sergejevič Alexandrovskij, rusky Сергей Сергеевич Александровский (1889, Girjusy, Náhorní Karabach – 17. srpna 1945, podle jiných zdrojů 4. srpna 1945), byl sovětský diplomat.

## Život
- od roku 1906 člen SDDSR
- 1923 až 1924 – pracovník ústředního aparátu Lidového komisariátu zahraničních věcí Svazu sovětských socialistických republik (SSSR)
- 1924 až 1925 – vedoucí Oddělení zemí Střední Evropy v témže úřadu
- 9. července 1925 až 3. června 1927 – zplnomocněný představitel SSSR v Litvě
- 6. července 1927 až 16. května 1929 – zplnomocněný představitel SSSR ve Finsku
- 1929 až 1931 – zplnomocněný zástupce Lidového komisariátu zahraničních věcí u SNK Ukrajinské SSR
- 1931 až 1933 – diplomatický rada v Německu
- 4. června 1933 až 9. června 1934 – diplomatický zástupce SSSR v Československu
- 9. června 1934 až 16. března 1939 – zplnomocněný vyslanec SSSR v Československu
- 1939 až 1941 – advokát v Moskvě

V době Mnichovské krize působil jako vyslanec SSSR v Československu. Vyjadřoval podporu Sovětského svazu Československu, které se bránilo nátlaku nacistického Německa na odstoupení pohraničních území. Když se ho ale československý prezident Edvard Beneš opakovaně ptal, zdali by Sovětský svaz přišel v případném vojenském konfliktu Československu na pomoc, pokaždé dostal od Alexadrovského pouze vyhýbavou odpověď. Český publicista Karel Pacner se domnívá, že sovětští diplomaté naoko prosazovali vytvoření celoevropského systému kolektivní bezpečnosti proti Německu, ale sovětský vůdce Stalin si ovšem ve skutečnosti přál válku mezi Německem a západem, při které by se obě strany vojensky vyčerpaly. Poté by Sovětský svaz mohl obsadit celou Evropu.
Ve Velké vlastenecké válce bojoval při obraně Moskvy. Upadl do zajetí, ze kterého uprchl, do října 1943 pracoval jako pomocník redaktora novin Plamen partyzánské brigády nesoucí jméno N. A. Ščorse. Byl uvězněn 19. října 1943, obviněn ze špionáže ve prospěch nacistického Německa a popraven. Československý prezident Edvard Beneš se domníval, že důvodem obvinění a popravy byla Alexandrovského liknavost v době Mnichovské krize.
Manželka velvyslance, pěvkyně vídeňské opery Klára Spivakovská byla po popravě manžela coby žena nepřítele lidu odeslána do Jenisejska.
V červenci roku 1956 byl rehabilitován.